# Kanton Danjoutin
Kanton Danjoutin (fr. Canton de Danjoutin) je francouzský kanton v departementu Territoire de Belfort v regionu Franche-Comté. Skládá se z 12 obcí.

## Obce kantonu
- Andelnans (An)
- Autrechêne (Au)
- Charmois (Cha)
- Chèvremont (Chè)
- Danjoutin (D)
- Fontenelle (F)
- Meroux (Mé)
- Moval (Mo)
- Novillard (N)
- Pérouse (P)
- Sevenans (S)
- Vézelois (V)